# Milt Kleeb
Milton „Milt“ Kleeb (* 20. September 1919 in South Bend, Washington; † 2. Oktober 2015) war ein US-amerikanischer Jazzmusiker (Baritonsaxophon, Bassklarinette), Arrangeur und Komponist, der die meiste Zeit seines Lebens im pazifischen Nordwesten der Vereinigten Staaten tätig war.

## Leben und Wirken
Kleeb, der ursprünglich Autodidakt in Musiktheorie war, besuchte das Lewis & Clark College in Portland, Oregon und war während des Zweiten Weltkriegs als Musiker und Arrangeur in der US-Army tätig; 1944/45 schrieb er Arrangements (u. a. „Boyd's Nest“ und „Bobby Socks“) für die Bigband von Boyd Raeburn. In der Nachkriegszeit setzte Kleeb seine Karriere als Musiker und Arrangeur fort; u. a. arrangierte er für die Dizzy Gillespie Big Band („Interlude“). Gemeinsam mit Bill Ramsay leitete er eine Bigband, mit der er mit Pete Christlieb auftrat (Red Kelly's Heroes, 1997). Kleeb war von 1944 bis 2009 an 16 Aufnahmesessions beteiligt, zuletzt mit dem Sänger/Pianisten Primo Kim. Zuletzt legte er das mit seinem Dectet 2010 eingespielte Album Something If Nothing Else vor. Kleeb, der zuletzt in Bellingham (Washington) lebte, war mit der Jazzsängerin Judy Bevan verheiratet.